# Carlo Promis
Carlo Promis (Torino, 18 febbraio 1808 – Torino, 1873) è stato un architetto, archeologo e filologo italiano, sostenitore dell'Eclettismo.

## Biografia
Fratello di Domenico Promis, Carlo Promis si laureò in Architettura a Torino nel 1828 e di seguito lavorò a Roma sotto la direzione dei più importanti storici dell'architettura della sua epoca, tra cui Carlo Fea, Luigi Canina, e Antonio Nibby. Studiò vari siti archeologici, tra cui quello di Alba Fucens, e realizzò alcuni importanti progetti urbanistici ed architettonici a Torino, tra cui l'edificio di accesso alla vecchia stazione di Porta Susa, la casa Rizzetti davanti al Santuario della Consolata (con il celebre Caffè Confetteria Al Bicerin dal 1763), il piano urbanistico (ed il modello architettonico) degli edifici a ridosso della stazione di Porta Nuova e Corso Vittorio Emanuele II.
È sepolto nel Cimitero monumentale di Torino.

## Omaggi
Gli è stata dedicata una via di Aosta.

## Opere
- Carlo Promis, Le antichità di Alba Fucense negli Equi, 1836.
- Carlo Promis, Storia del forte di Sarzanello, 1838.
- Carlo Promis, Le antichità di Aosta, 1864.
- Carlo Promis, Storia dell'antica Torino, Torino, Stamperia Reale, 1869.
- Carlo Promis, "Gabriele Tadini di Martinengo" in Biografie di ingegneri militari italiani, Miscellanea di Storia italiana XIV, Torino: Ed. Bocca, 1874.
- Carlo Promis, Dell'arte dell'ingegnere e dell'artigliere dalle origini sino al principio del XVI secolo, Torino: Ed. Chizio e Mina, 1841.